# Südstadt (Barmen)
Die Barmer Südstadt ist ein in den Grenzen nicht genau definiertes Stadtviertel der ehemals selbstständigen Gemeinde Barmen, heute zu Wuppertal gehörig.
Die Südstadt umfasst unter anderem den alten Barmer Stadtteil Heidt, der sich ab 1975 im statistischen Wohnquartier Heidt im Stadtbezirk Heckinghausen wiederfindet, also die Stadtgebiete südlich des Zentrums Barmens. Im Westen ist das Gebiet begrenzt durch das Fischertal und im Osten durch den angrenzenden Stadtteil Heckinghausen. Im Norden reicht das Gebiet bis zur Wupper und im Süden bis tief in den Barmer Wald.
Nach der Städtefusion 1929 zur gemeinsamen Stadt Wuppertal, verliert sich Verwendung des Begriffs der Barmer „Südstadt“, da auch Elberfeld einen Stadtteil namens Südstadt hatte, der sich ab 1975 im statistischen Wohnquartier Südstadt im Stadtbezirk Elberfeld wiederfindet.